# Nisaetus
Nisaetus és un gènere d'ocells rapinyaires de la família dels accipítrids (Accipitridae) i l'ordre dels accipitriformes. Habita àrees de bosc de la zona Indomalaia i Àsia oriental fins al Japó.
En general les espècies conegudes com a àguiles astor, tant les del vell món com les americanes, eren incloses al gènere Spizaetus, però estudis moleculars van mostrar que les espècies del Vell Món estaven més prop de les de Ictinaetus que no dels àguiles astor del Nou Món.

## Taxonomia
Segons la classificació del Congrés Ornitològic Internacional versió 12,2, 2022, es reconeixen 10 espècies dins aquest gènere:
- Àguila de Sulawesi (Nisaetus lanceolatus).
- Àguila de Flores (Nisaetus floris).
- Àguila de Java (Nisaetus bartelsi).
- Àguila variable (Nisaetus cirrhatus).
- Àguila de Pinsker (Nisaetus pinskeri).
- Àguila de Wallace (Nisaetus nanus).
- Àguila de Blyth (Nisaetus alboniger).
- Àguila de les Filipines (Nisaetus philippensis).
- Àguila muntanyenca (Nisaetus nipalensis).
- Àguila de Legge (Nisaetus kelaarti).

Tanmateix, altres obres taxonòmiques, com el Handook of the Birds of the World i la quarta versió de la BirdLife International Checklist of the birds of the world (Desembre 2019) consideren que el gènere té 9 espècies, car Nisaetus kelaarti és considerada una subespècie de N. nipalensis.